# Brachymenium apiculatum
Brachymenium apiculatum är en bladmossart som beskrevs av Roelof J.van der Wijk och Margadant 1959. Brachymenium apiculatum ingår i släktet Brachymenium och familjen Bryaceae. Inga underarter finns listade i Catalogue of Life.